# 古賀正明
古賀 正明（こが まさあき、1949年4月11日 - ）は、福岡県久留米市出身の元プロ野球選手（投手）。右投右打。

## 経歴
福岡県久留米市で生まれ10歳の時に東京へ移住する。日大三高では、2年生の時、エースとして1966年の夏の都大会の決勝に進出するが、修徳高の辻正孝に本塁打を喫し敗退。翌1967年夏は都大会準決勝で、後に大学同期となる依田優一を打の主軸とする堀越高に敗れ、甲子園出場はならなかった。高校同期に三塁手の畑野実、控え投手の柴田民男がいる。
卒業後は法政大学に進学。法大には同期の横山晴久、一年下の池田信夫ら好投手がおり、公式戦の登板は2イニングのみに終わった。1972年に丸善石油に入社。1973年の都市対抗に出場し、エース久玉清人をリリーフして好投、チームは準々決勝に進出する。同大会の四国予選では伊予銀行を相手にノーヒットノーランも記録した。翌年も都市対抗に連続出場し、1974年秋には阪神タイガースからドラフト1位指名を受けるも、条件が合わず入団を拒否する。1975年の都市対抗ではエースとして3勝をあげ準決勝に進出するが、この大会に優勝した電電関東に敗退。
1975年11月のドラフト1位で太平洋クラブライオンズに指名され、プロ入り。高校の先輩にあたる鬼頭政一が担当スカウトで入団と同時に監督就任となった。長身から投げ降ろす速球と決め球のフォークボール。スライダー、カーブ、シュート、チェンジアップを武器に、1年目から先発ローテーションを担い、11勝13敗1Sの好成績を挙げ、南海ホークスの藤田学に次ぐ新人王次点となる。しかしその後、肘を故障。これが持病となり、成績は次第に下降線をたどっていった。
その後、1979年に山崎裕之・成重春生との交換トレードで倉持明とともにロッテオリオンズに移籍。1980年に庄司智久・田村勲・小俣進との交換トレードで小川清一とともに読売ジャイアンツに移籍。1981年に松原誠との交換トレードで横浜大洋ホエールズに移籍。3年連続で交換トレードによる移籍を経験した。巨人時代には大杉勝男に1試合で2つの死球を投じて、マウンドに突進された。
1983年10月4日の対読売ジャイアンツ戦で勝ち星を挙げた事により、野村収に次いでプロ野球史上2人目の「全球団勝利」という快挙を達成している。受ける捕手は、ライオンズ時代の僚友、若菜嘉晴だった。結果的に、これが最後の勝ち星となった。通算わずかに38勝、1年しか在籍しない球団も2つ、1勝だけという球団が5つ、しかも消化試合での勝利というのもあったが、当時は交流戦もなく、FAや10年選手制度等自らの意思で移籍する制度もなかった中、最低両リーグ2球団ずつに在籍せねば達成できなかった記録であることを思えば、貴重である。古賀は自ら「流れ者の勲章」と称した。1984年6月29日、横浜スタジアムでの対中日ドラゴンズ戦で9回表に金山卓嗣にソロ本塁打を浴び、中日球団史上初の毎回得点達成に一役買うこととなった。同年オフ、現役引退。
太平洋クラブでの3年目は根本陸夫、大洋では2年目から関根潤三と高校、大学の先輩である監督の下ででプレーした。
引退後、1992年には韓国プロ野球（KBO）のロッテ・ジャイアンツ投手コーチを務め、1995年にはKBOの三星ライオンズ投手コーチを務めた。
法政大学野球部の先輩・江本孟紀が参院議員在職中にスタッフとして仕え、現在は神奈川県川崎市内でスポーツ用品店を経営する傍ら、プロ野球マスターズリーグの札幌アンビシャスで選手としても活躍。2014年1月20日に学生野球資格を回復しており、富士大学硬式野球部の外部コーチも務める。

## 詳細情報

### 年度別投手成績
| 年 度     | 球 団           | 登 板 | 先 発 | 完 投 | 完 封 | 無 四 球 | 勝 利 | 敗 戦 | セ 丨 ブ | ホ 丨 ル ド | 勝 率 | 打 者 | 投 球 回 | 被 安 打 | 被 本 塁 打 | 与 四 球 | 敬 遠 | 与 死 球 | 奪 三 振 | 暴 投 | ボ 丨 ク | 失 点 | 自 責 点 | 防 御 率 | W H I P |
| --------- | --------------- | ----- | ----- | ----- | ----- | -------- | ----- | ----- | -------- | ----------- | ----- | ----- | -------- | -------- | ----------- | -------- | ----- | -------- | -------- | ----- | -------- | ----- | -------- | -------- | ------- |
| 1976      | 太平洋 クラウン | 33    | 21    | 14    | 3     | 0        | 11    | 13    | 1        | --          | .458  | 790   | 189.1    | 179      | 23          | 54       | 4     | 7        | 98       | 3     | 1        | 81    | 65       | 3.09     | 1.23    |
| 1977      | 太平洋 クラウン | 16    | 14    | 2     | 0     | 0        | 5     | 7     | 0        | --          | .417  | 322   | 71.1     | 83       | 11          | 23       | 0     | 4        | 30       | 2     | 1        | 50    | 45       | 5.68     | 1.49    |
| 1978      | 太平洋 クラウン | 21    | 16    | 2     | 0     | 0        | 4     | 8     | 0        | --          | .333  | 436   | 102.1    | 96       | 21          | 35       | 2     | 9        | 49       | 2     | 0        | 62    | 50       | 4.40     | 1.28    |
| 1979      | ロッテ          | 20    | 3     | 2     | 0     | 0        | 4     | 3     | 2        | --          | .571  | 232   | 57.0     | 48       | 5           | 18       | 1     | 3        | 33       | 0     | 0        | 21    | 18       | 2.84     | 1.16    |
| 1980      | 巨人            | 23    | 9     | 2     | 0     | 0        | 6     | 5     | 2        | --          | .545  | 325   | 79.0     | 64       | 12          | 30       | 1     | 5        | 52       | 0     | 0        | 35    | 35       | 3.99     | 1.19    |
| 1981      | 大洋            | 30    | 17    | 2     | 0     | 0        | 5     | 10    | 3        | --          | .333  | 533   | 121.0    | 143      | 17          | 44       | 1     | 1        | 72       | 7     | 1        | 68    | 64       | 4.76     | 1.55    |
| 1982      | 大洋            | 11    | 6     | 0     | 0     | 0        | 0     | 1     | 0        | --          | .000  | 125   | 24.0     | 40       | 6           | 9        | 0     | 0        | 21       | 1     | 0        | 30    | 26       | 9.75     | 2.04    |
| 1983      | 大洋            | 30    | 13    | 0     | 0     | 0        | 3     | 4     | 0        | --          | .429  | 419   | 97.2     | 93       | 18          | 38       | 3     | 0        | 67       | 2     | 0        | 60    | 53       | 4.88     | 1.34    |
| 1984      | 大洋            | 27    | 4     | 0     | 0     | 0        | 0     | 3     | 0        | --          | .000  | 253   | 52.2     | 69       | 10          | 27       | 3     | 2        | 34       | 2     | 1        | 53    | 49       | 8.37     | 1.82    |
| 通算：9年 | 通算：9年       | 211   | 103   | 24    | 3     | 0        | 38    | 54    | 8        | --          | .413  | 3435  | 794.1    | 815      | 123         | 278      | 15    | 31       | 456      | 19    | 4        | 460   | 405      | 4.59     | 1.38    |

- 太平洋（太平洋クラブライオンズ）は、1977年にクラウン（クラウンライターライオンズ）に球団名を変更

### 記録
- 初登板：1976年4月5日、対南海ホークス前期2回戦（平和台球場）、9回表1死に2番手で救援登板・完了、2/3回無失点
- 初奪三振：1976年4月11日、対近鉄バファローズ前期3回戦（藤井寺球場）、7回裏に石渡茂から
- 初先発・初完投：1976年5月5日、対阪急ブレーブス前期4回戦（平和台球場）、10回1失点
- 初勝利・初完投勝利・初完封勝利：1976年5月26日、対南海ホークス前期8回戦（平和台球場）
- 初セーブ：1976年10月4日、対南海ホークス後期12回戦（大阪スタヂアム）、9回裏2死に4番手で救援登板・完了、1/3回無失点
- 全球団勝利：1983年10月4日、対読売ジャイアンツ24回戦（横浜スタジアム）、先発登板で6回1/3を1失点　※史上2人目

| #  | 日付          | 対戦球団          | 球場               | 登板                    | 内容             | 通算勝利数 | 球団別勝敗数 |
| -- | ------------- | ----------------- | ------------------ | ----------------------- | ---------------- | ---------- | ------------ |
| 1  | 1976年5月26日 | 南海前期8回戦     | 平和台球場         | 先発                    | 9回完封勝利      | 1          | 5勝8敗       |
| 2  | 7月3日        | 阪急後期2回戦     | 藤崎台県営野球場   | 先発                    | 9回1失点完投勝利 | 3          | 5勝6敗       |
| 3  | 8月12日       | 日本ハム後期4回戦 | 明治神宮野球場     | 7回裏・2番手（完了）    | 7回無失点        | 5          | 9勝4敗       |
| 4  | 9月15日       | ロッテ後期9回戦   | 宮城球場           | 先発                    | 9回完封勝利      | 9          | 3勝6敗       |
| 5  | 1979年9月5日  | 近鉄後期6回戦     | 日生球場           | 6回裏2死・4番手（完了） | 3回1/3を無失点   | 23         | 1勝7敗       |
| 6  | 10月11日      | 西武後期6回戦     | 西武ライオンズ球場 | 先発                    | 9回3失点完投勝利 | 24         | 1勝0敗       |
| 7  | 1980年5月11日 | 大洋8回戦         | 横浜スタジアム     | 8回裏・4番手（完了）    | 2回無失点        | 25         | 2勝2敗       |
| 8  | 6月12日       | 広島9回戦         | 後楽園球場         | 8回表・3番手（完了）    | 3回無失点        | 26         | 3勝10敗      |
| 9  | 8月15日       | 中日18回戦        | 後楽園球場         | 先発                    | 9回4失点完投勝利 | 27         | 6勝2敗       |
| 10 | 10月1日       | ヤクルト24回戦    | 後楽園球場         | 先発                    | 5回3失点         | 30         | 1勝5敗       |
| 11 | 1981年5月29日 | 阪神6回戦         | 横浜スタジアム     | 8回表・3番手（完了）    | 2回1失点         | 32         | 1勝2敗       |
| 12 | 1983年10月4日 | 巨人24回戦        | 横浜スタジアム     | 先発                    | 6回1/3を1失点    | 38         | 1勝2敗       |

### 背番号
- 24 （1976年 - 1978年）
- 26 （1979年）
- 32 （1980年）
- 25 （1981年 - 1984年）
  - 現在、太平洋・クラウン時代の24は稲尾和久の永久欠番となり、ロッテ時代の26は、マリーンズファンのための番号として準永久欠番扱いとなっている。